# Rafał Leszczyński (zm. 1703)
Rafał Andrzej Leszczyński herbu Wieniawa (ur. 1650, zm. 31 stycznia 1703 w Oleśnicy) – podskarbi wielki koronny od 1702, starosta generalny Wielkopolski i wojewoda łęczycki od 1692, wojewoda poznański od 1687, wojewoda kaliski od 1685, chorąży wielki koronny od 1683, krajczy wielki koronny od 1678, stolnik wielki koronny od 1677, podstoli wielki koronny od 1676, wicemarszałek Trybunału Głównego Koronnego w 1680 roku, starosta wschowski od 1671, starosta mościcki w 1681 roku, starosta odolanowski, dubieński, starosta nowodworski w 1698 roku, ojciec króla Stanisława Leszczyńskiego, poeta i mówca, ambasador Rzeczypospolitej w Imperium Osmańskim w latach 1699–1700.

## Życiorys
Syn Bogusława, podkanclerza koronnego, i Anny z Denhoffów, wnuk Rafała, wojewody bełskiego. W młodości przez wiele lat przebywał za granicą, głównie we Francji. W 1670 wojewoda dorpacki Przecław Leszczyński scedował mu starostwo wschowskie, które objął w 1671 i piastował do 1688. Poseł sejmiku średzkiego województw poznańskiego i kaliskiego na sejm koronacyjny 1676 roku. Poseł sejmiku średzkiego na sejm 1683 roku, sejm 1685 roku.
W 1676 dzięki wstawiennictwu wojewody ruskiego Stanisława Jana Jabłonowskiego, z którego córką Anną się ożenił, został podstolim koronnym. Był krytykiem proaustriackiej polityki Jana III i zwolennikiem opcji francuskiej. W 1683 brał udział w wyprawie wiedeńskiej na czele chorągwi husarskiej i regimentu piechoty. Na sejmie w 1690 stał na czele opozycji wielkopolskiej, która sprzeciwiała się dalszemu prowadzeniu wojny tureckiej. Sędzia kapturowy w grodzie poznańskim w 1696 roku. Po zerwanym sejmie konwokacyjnym 1696 roku przystąpił 28 września 1696 roku do konfederacji generalnej. W czasie sejmu elekcyjnego w 1697 opowiedział się początkowo za synem zmarłego króla, Jakubem Sobieskim, ostatecznie poparł elektora saskiego. W 1697 roku podpisał elekcję Augusta II Mocnego. Wiosną 1700 posłował do Turcji w celu nakłonienia sułtana do wojny z Rosją; misja zakończyła się niepowodzeniem. Po wybuchu wojny północnej w 1700 i wkroczenia wojsk szwedzkich do Polski brał udział w negocjacjach z królem szwedzkim Karolem XII. W styczniu 1702 roku podpisał akt pacyfikacji Wielkiego Księstwa Litewskiego.
Zmarł otruty. Pochowany został w leszczyńskiej farze, z wyjątkiem serca pogrzebanego w poznańskim kościele Jezuitów.

## Wywód przodków
| 4. Rafał Leszczyński       |  |                         |  |  |                      |
|                            |  | 2. Bogusław Leszczyński |  |  |                      |
| 5. Anna Radzimińska        |  |                         |  |  |                      |
|                            |  |                         |  |  | 1. Rafał Leszczyński |
| 6. Kasper Denhoff          |  |                         |  |  |                      |
|                            |  | 3. Anna Denhoffówna     |  |  |                      |
| 7. Aleksandra Koniecpolska |  |                         |  |  |                      |
|                            |  |                         |  |  |                      |

## Twórczość

### Ważniejsze utwory
- Zwycięstwo niezwyciężonego narodu polskiego nad hardym Turczynem na polach chocimskich w r. 1673 (poemat)
- Mowy łac. i pol. polityczne i okolicznościowe, ogł. J. Daneykowicz Ostrowski Swada polska i łacińska, t. 2: Suada latina, Lublin 1747; J. C. Lünig Orationes procerum Europae, t. 3, Lipsk 1713
- Diariusz poselstwa do Turcji w r. 1699 odbytego, prawdopodobnie w rękopisie Biblioteki Uniwersytetu Warszawskiego; fragmentaryczne relacje z tegoż poselstwa: Sławna światu legacyja... Pana Hrabi na Lesznie Leszczyńskiego, wojewody łęczyckiego, generała województw wielkopolskich... do Stambułu w roku 1699 szczęśliwie odprawiona, a teraz publicznie życzliwym piórem w roku 1709 wyrażona, rękopis Biblioteki Kórnickiej nr 410, k. 96-110; pt. Relacja solennej audiencji u Cesarza Jego mości tureckiego... Z Stambułu die 21 Mai A. D. 1700, (1700); por. rękopis Ossolineum nr 295 (zaginiony lub we Lwowie)
- Wiersze (z tytułu, nie od autora): Proroctwo... królowi Janowi będącemu w młodych latach; Wiersze, kiedy został królem król Jan; Wiersze złożone... kiedy go po zwycięstwie wiedeńskim płacząc z radości przyjmowano do miasta; Dyskurs o pewnym stryju kochającym się w swej synowicy; ogł. Tygodnik Wielkopolski 1874, nr 29, s. 232

### Listy i materiały
- Rękopisy listów (m.in. do i od Augusta II, S. Jabłonowskiego, J. Przebendowskiego, W. Przyjemskiego, J. Sobieskiego), Biblioteka Kórnicka; Ossolineum
- Do Augusta II, z jesieni 1702, wyd. E. Raczyński „Archiwum tajne Augusta II”, Wrocław 1843, Obraz Polaków i Polski w XVIII wieku, t. 17
- Do królewicza Jakuba Sobieskiego, dat. z Rydzyny 15 lipca b.r., wyd. E. Raczyński „Materiały do historii Stanisława Leszczyńskiego, Poznań 1841, Obraz Polaków i Polski w XVIII wieku, t. 13
- Od Augusta II, dat. z Połowej 6 września 1702, wyd. E. Raczyński „Archiwum tajne Augusta II”, Wrocław 1843, Obraz Polaków i Polski w XVIII wieku, t. 17